# دينيس ماريسون
دينيس ماريسون (بالإنجليزية: Denise Morrison) : مديرة تنفيذية أمريكية، تشغل منصب الرئيس والمدير التنفيذي لشركة كامبل للحساء. احتلت المرتبة 21 كأقوى نساء العالم من قبل مجلة "فورتشن". اُنتخبت كرئيسة لشركة كامبل في أكتوبر 2010. وتعد الرئيسة الثانية عشر في على مدى 140 سنة منذ تأسيس الشركة.

## حياتها المبكرة
ولدت موريسون في إلبرون، نيوجرسي، وهي واحدة من شقياقتها الأربع اللاتي حققن أعمال ناجحة. وظهرت «الأخوات سوليفان» في مقالة بوول ستريت جورنال في عام 2007 عنوانها "Raising Women to Be Leaders."
دينيس هي البنت الكبرى، ماغي وايلدروتر رئيسة مجلس الإدارة والمديرة التنفيذية لشركة الاتصالات الحدودية، وكانت كولين باستكويسكي نائبة الرئيس الإقليمي لقسم المبيعات في شركة أكسبيديا للسفر، أما أندريا دولينغ (بطلة الحصان الطائر)، فكانت نائبة رئيس قسم المبيعات في شركة AT&T Wireless.
. أما والدهم دينيس سوليفان، وهو من المحاربين القدامى في الحرب الكورية والرئيس التنفيذي لشركة AT & T، أراد مشاركة بناته عن كل ما يعرفه عن إدارة الأعمال. وورد أنه تحدث معهم في حين أنهن كن لا تزلن في المدرسة الابتدائية عن تحديد أهداف ربحية الهامش. أما الأم، كوني سوليفان، علمتهم أن الطموح هو جزء من الأنوثة.
تخرجت دينيس مورغان من ثانوية لونغ برانش، وحصلت على شهادتي باكلوريوس من كلية بوسطن في علم النفس والاقتصاد وتخرجت بامتياز. كما عُينت في جمعية........

## خلفية أعمالها
ماريسون هي الرئيسة، والمديرة التنفيذية في شركة الحساء Campbell في آب (أغسطس) 1, 2011. كامبل هي شركة عالمية لصنع وتسويق المنتجات الغذائية العالية الجودة، وتركز على وجبات بسيطة مثل الحساء، والوجبات السريعة المخبوزة، والمشروبات الصحية.
ماريسون انضمت إلى شركة كامبل في نيسان (أبريل) عام 2003 كرئيسة للمبيعات العالمية، ومديرة للعملاء، وأصبحت رئيسة لشركة كامبل أميركا في حزيران (يونيو) عام 2005, وفي تشرين الأول (أكتوبر) عام 2007 أصبحت ماريسون نائبة الرئيس العام، ورئيسة
قبل الانضمام إلى كامبل، ماريسون كانت نائب الرئيس التنفيذي، والمدير العام في شركة الوجبات الخفيفة والحلويات كرافت فودز، المسؤولة عن بعض العلامات التجارية مثل بلانتر نوتس (بالإنجليزية: Planter nuts) وحلوة لايف سيفرس (بالإنجليزية: Life Savers) والتيودس مينتس (بالإنجليزية: Altoids mints).
بدأت ماريسون حياتها المهنية في تنظيم المبيعات في شركة بروكتر وغامبل في ماساشوستس في بوسطن، لاحقاً انضمت إلى شركة بيبسي كولا في التجارة وتطوير الأعمال. وبعدها قضت معظم الثمانينيات في شركة نستل الأميركية، حيث شغلت مناصب عدة في التسويق والمبيعات. وفي عام 1995 انتقلت دينيس ماريسون إلى شركة نابسيكو (بالإنجليزية: Nabico Inc). حيث شغلت هناك متصب نائب الرئيس، ومدير تنظيم مبيعات في شركة نابيسكو للمأكولات (بالإنجليزية: Nabisco Food Company)و كانت المدير العام لتقسيم الشارع السفلي.

## خدمة المجلس
دينيس موريسون هي المديرة السابقة في شركة Goodyear للإطارات والمطاط
وهي المديرة السابقة في Ballard Power Systems
وهي عضو مؤسس لمؤسسة الالتزام بالوزن الصحي، وهي مبادرة تتألف من المصنعين وتجّار التجزئة تهدف إلى القضاء على البدانة في السوق، أماكن العمل، المدرسة، عبر التواصل والتعليم
وهي أيضاً في مجلس من الطلاب للمشاريع الحرة غير الربحية
إضافة إلى ذلك فهي تخدم في مجلس إدارة «رابطة مصنعي البقالة» بصفتها رئيسة لجنة الصحة والعافية، وقد كانت أيضاً في مجلس منتدى السلع الاستهلاكية
وهي الرئيسة السابقة للمجلس الستشاري للنصح والتحفيز، والرئيسة السابقة لمنتدى المرأة في نيوجرسي
عملت أيضاً في مجلس إدارة الصناعات الغذائية في الحملة الصليبية ضد الجوع وفي قيادات كاليفورنيا

## الجوائز
في عام 2011، صنفت مجلة فوربس ماريسون المرأة 80 الأكثر نفوذاً في العالم.
كما سُميت موريسون أيضاً في المرتبة 21 كالامرأة الأكثر نفوذاً في الشركة من قبل مجلة "فورتشن".
وكانت موريسون المتحدثة المميزة في قمة فورتشن المرأة الأكثر قوة لعام 2011، وتقاسمت الساحة مع شقيقتها (Maggie Wilderotter)، رئيسة مجلس الإدارة والرئيسة التنفيذية لشركة (Frontier Communication). موريسون ووايلدروتر أول أختين على الإطلاق يُوضع اسمهماعلى القائمة معاً.

## حياتها الشخصية والعائلية
تعيش موريسون في برينستون، نيو جيرسي، مع زوجها، توم، ولها ابنتان.